# Sông Narmada

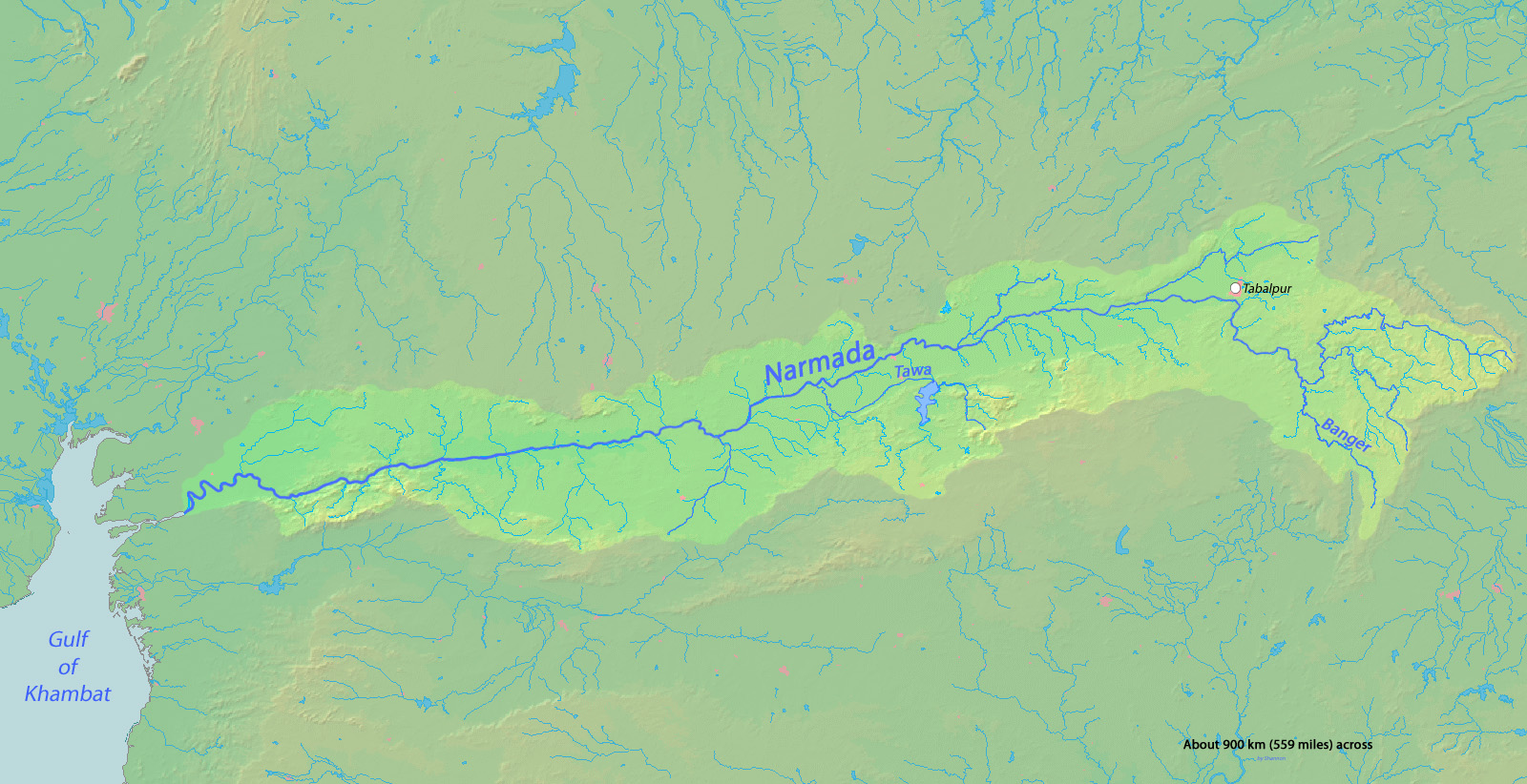
Bản đồ lưu vực sông Narmada

Narmada (Devanagari: नर्मदा, tiếng Gujarat: નર્મદા), cũng gọi là Rewa, là một sông ở Trung Ấn Độ và là sông lớn thứ năm tại tiểu lục địa Ấn Độ. Đây là sông lớn thứ ba chảy hoàn toàn trong lãnh thổ Ấn Độ, sau sông Hằng và Godavari. Sông tạo thành ranh giới theo truyền thống giữa Bắc Ấn Độ và Nam Ấn Độ và chảy về phía tây với chiều dài là 1.312 km (815,2 mi) trước khi đổ ra Vịnh Khambhat của biển Ả Rập, 30 km (18,6 mi) về phía tây của thành phố Bharuch thuộc bang Gujarat. Đây là một trong ba sông chính duy nhất của bán đảo Ấn Độ chảy từ đông sang tây cùng với sông Tapti và sông Mahi. Đây là sông duy nhất tại Ấn Độ chảy qua một thung lũng sụt lún, chảy về phía tây giữa hai dãy núi là Satpura và Vindhya. Sông chảy qua các bang Madhya Pradesh (1.077 km (669,2 mi)), và Maharashtra, (74 km (46,0 mi))– (35 km (21,7 mi)) theo ranh giới giữa Madhya Pradesh và Maharashtra và (39 km (24,2 mi) trên ranh giới giữa Madhya Pradesh và Gujarat và tại Gujarat (161 km (100,0 mi)).
Periplus Maris Erythraei (khoảng 80 CN) gọi sông là Nammadus, và Raj thuộc Anh gọi là Nerbudda hay Narbada. Narmadā là một từ tiếng Phạn nghĩa là "Người ban tặng niềm vui".
Đập Sardar Sarovar nằm trên sông này, phục vụ thủy lợi và thủy điện.